# Castell i muralles de Requena
El castell i muralles de Requena, són un Bé d'interés cultural, que es troben al municipi de Requena (la Plana d'Utiel, província de València) amb número d'anotació ministerial: RI-51-0012146 i data d'anotació 21 de juliol de 2008.

## Història
Requena era considerada com "plaça fronterera" entre el regne musulmà de València i el regne de Castella, des de pràcticament finals del segle xii. És per això que les seues defenses van ser reforçades a l'esmentat segle xii. No es pot assegurar una data de la conquesta cristiana de Requena, se suposa que va haver de coincidir amb l'ocupació pacífica de la zona després de la conquesta de València a 1238, i després d'un breu litigi jurisdiccional entre Jaume I d'Aragó i Alfons X de Castella, Requena passa a formar part del regne de Castella i manté la seua condició fronterera amb el regne de València, la qual cosa marca profundament les seues funcions, i fan imprescindible el manteniment tant del seu castell com de les muralles, ja que a partir de llavors tindrà un paper duaner important en les relacions comercials entre els dos regnes, sobretot amb la concessió del Port Sec i almoixerifat per Alfons X en 1264.
Durant la Baixa Edat Mitjana, i fins a l'adveniment dels Reis Catòlics, Requena va ser zona de lluites frontereres i de disputes internes entre la noblesa i monarquia. La plaça de Requena, vila reial, era una peça desitjada per aragonesos i castellans. Així, entre 1370 i 1374, va viure un període d'ocupació aragonesa, com a conseqüència d'haver-se adherit a la causa d'Enric de Trastàmara en la seua guerra contra Pere I de Castella, el Cruel; cosa que va ajudar a segregar-se d'Utiel. D'eixa manera, els aragonesos es van trobar davant la necessitat de realitzar algunes obres de fortificació per les quals els veïns es van veure obligats a pagar una elevada suma de florins. Es creu que les torres de Sant Julià i de Montijana, van ser edificades en eixe període. El castell va necessitar obres més importants: se substituí la torre principal, que estava edificada d'argamassa, per una altra de carreu en 1423; s'intentà fer el mateix amb el mur musulmà que mira cap a l'interior de la ciutat, però l'obra va quedar inacabada.
Malgrat totes les millores, el període bel·licós del segle xviii va suposar la destrucció de part de la ciutat i de les seues fortificacions. Més tard, la guerra napoleònica i les nombroses guerres civils durant el segle xix, van aconseguir tornar a Requena el seu caràcter estratègic, per la qual cosa es va tornar a construir elements de protecció i defensa. Requena va prendre partit a favor Isabel II d'Espanya, cosa que va fer que fora atacada pel general carlista Cabrera al setembre de 1835, encara que no va prendre la plaça. L'atac va provocar una sèrie de mesures defensives, com l'obertura d'algunes rases i la formació de barricades. En l'estiu de 1836 es van construir algunes bateries i es va obrir una fossa amb pont llevadís a la porta de València, que van servir per rebutjar un nou atac, que li va valdre el títol de Ciutat. Va ser novament atacada per Cabrera a 1837, la qual cosa va fer que les autoritats militars decidiren dotar la ciutat de noves i més potents defenses. Es van millorar les muralles, es van construir murs de calç i cant, tàpies, fosses, bateries, tambors, espilleres, etc. Encara que actualment només es poden veure restes disperses al llarg de diferents carrers i zones del municipi.

## Descripció
El Castell es troba sobre el promontori que domina la ciutat, i està edificat sobre una gran penya. Actualment només perviu la seua Torre de l'Homenatge, que és part de la primitiva fortalesa musulmana, que estava construïda en pedra de carreu, i edificada a base d'argamassa fins que va ser substituïda per l'actual a 1423. El castell s'estenia enmig de dos grans torrasses, amb merlets i terraplens. Va tenir pont llevadís sobre un fossat ja encegat. Va servir per a diversos usos, des residència de cavallers fins presó. Actualment la torre està restaurada i alberga el Museu de la Festa de la Verema.
La muralla presenta una alçada d'entre nou i deu metres, igual que les torres. Cada torre avança uns cinc metres des de la muralla i té un front de sis metres i mig. Per a la construcció es va emprar terra formant una argamassa en què incloïen a més de fang, calç, pedres petites i fragments minúsculs de toves i ceràmiques. Encara que l'ús de la tècnica de la tàpia és pròpia del període califal, es va generalitzar al segle xii amb els almoràvits i va seguir després amb els almohades i els nassarites, la qual cosa dificulta la datació, tot i que es pot suposar que la tanca general no va poder ser posterior a l'alcassaba (l'arquitectura i els materials són els mateixos) i, a més hi ha una altra, entorn d'un raval, que per necessitat no pot ser posterior al segle xii, la qual cosa indueix a pensar que esta muralla va ser alçada durant el període califal, entre els segles  VIII i  XI.
Les torres de Montijana, de forma redona i construïda de maçoneria i basament de carreu i maó, i la torre Gran (esta última actualment desapareguda) van ser reconstruïdes al segle xv. Tenen una estructura molt complexa i ha patit nombroses modificacions, podent-se distingir un primer traçat musulmà, un traçat modificat en període cristià i posteriors reformes fins a les Guerres Carlines, en què van ser refortificades per última vegada. Destacava la gran profusió de torres defensives incorporades a l'emmurallament durant diferents èpoques. Actualment només en queden restes disperses entre les construccions d'altres cases, destacant per exemple les restes trobades dins de les cases situades als números 22-24 del carrer Fortalesa. Al alçar el paviment modern i retirar el farciment inferior es van descobrir part dels carreus d'una torrassa arrodonits que es relacionaven amb els conservats a la casa adjacent i que pertanyien a una de les torres defensives de Requena. El mur mitjaner que separava els dos petits habitatges s'havia construït reutilitzant pedra similar a l'existent a la muralla del pati d'armes. Les següents excavacions van demostrar que estes cases estaven al fossat del castell i la porta llevadissa de la barbacana, així com l'existència d'una segona torre, que havia estat derruïda per utilitzar reutilitzar l'espai com a celler. Malgrat això es podia percebre la seua estructura rodona.

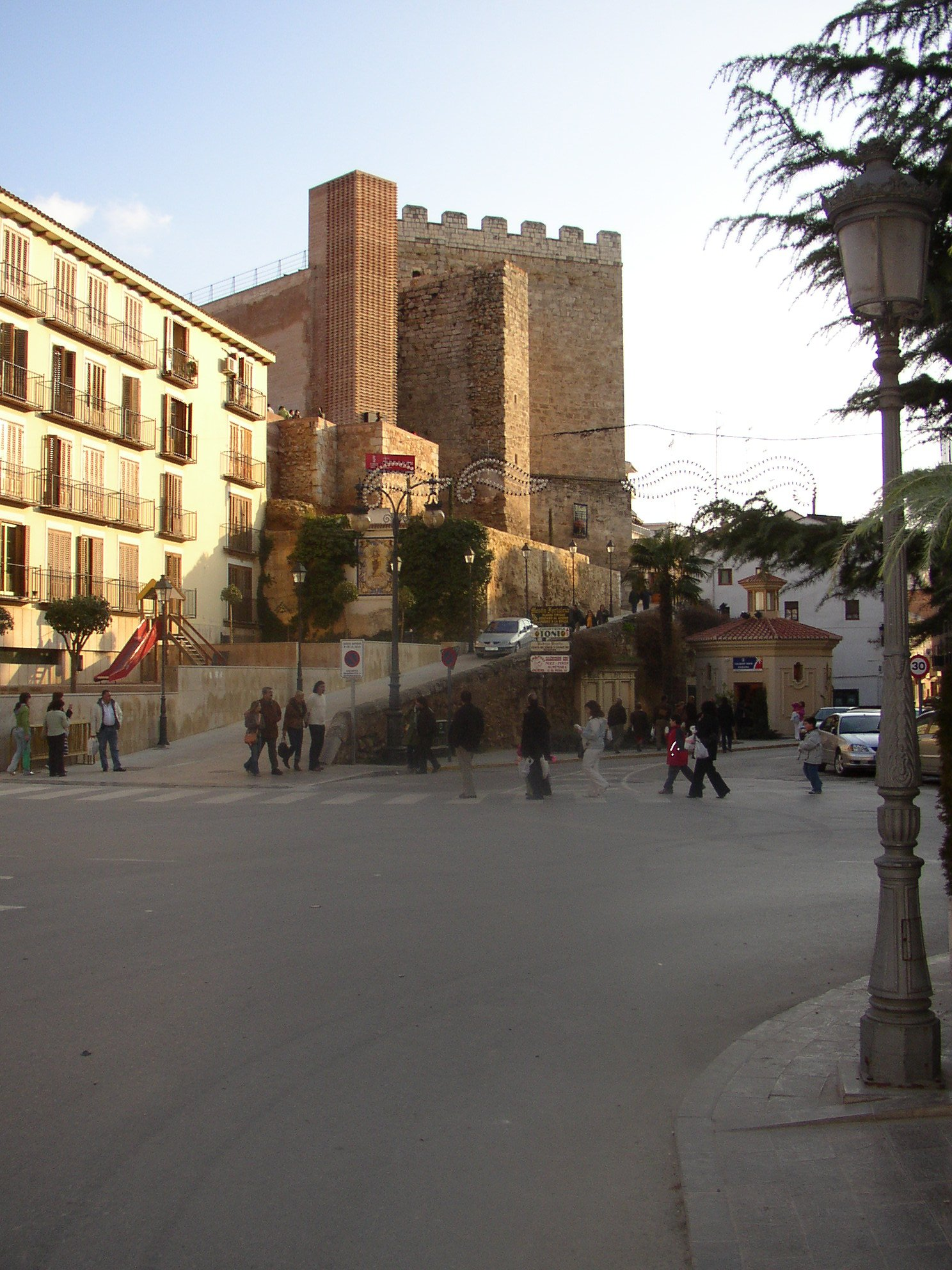
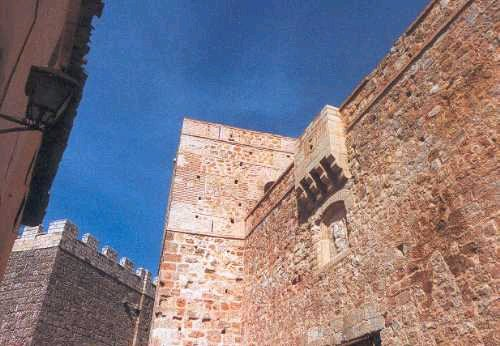
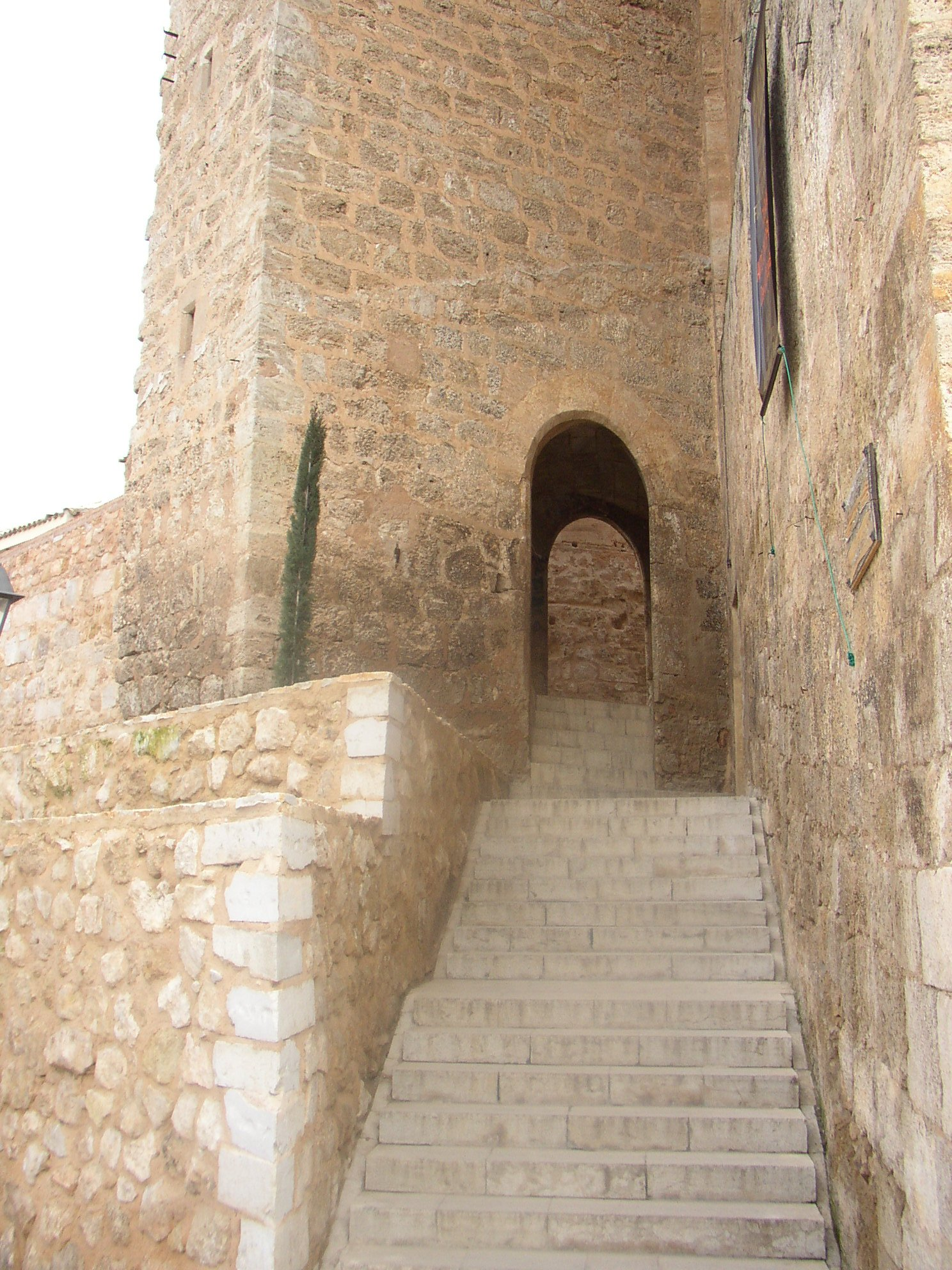